# 协和协议
协和协议（英語：Concorde Agreement）是指国际汽车联合会、一级方程式车队（现由一级方程式车队协会（FOTA）代表）和Formula One Administration之间的合同。FOM负责制定车队竞争以及分配电视转播收入和奖金的相关条款。实际上，现有九份不同的《协和协议》：第一份签订于1981年，其他的分别签订于1987年、1992年、1997年、1998年、2009年、2013年和2020年，当前的协议签订于2025年，将于2026年正式生效。协和协议的所有条款都严格保密，但著名的赛车记者Forrest Bond揭开了这个保守多年的秘密，RaceFax于2005年底公布了超过120页的1997年版《协和协议》。
这些协和协议不仅使得F1更专业而且增加了其商业上的成功。而实现这一目标最重要的因素则是车队参加每场比赛的义务。作为回报，车队保证能从这项运动的商业收入中获得一定比例的收益。